# Dyspnoi
Dyspnoi  este un subordin de opilioni, care cuprinde 32 de genuri, și aproximativ 320 de specii descrise. Din subordin fac parte specii ce trăiesc în sol. Aceștia se mișcă foarte lent, uneori par să fie morți. Picioarele sunt mai scurte, decât la reprezentanții subord. Eupnoi. Ovopozitorul femele este, relativ, mai lung. Pedipalpii sunt înguști și au funcția de apucare. Dyspnoi este unul din cele ma conservate grupuri de opilioni, din punct de vedere biogeografic. Ei se găsesc numai în emisfera nordică. Excepție fac doar fam. Nemastomatidae, specii din această familie se întâlnesc în Mexic (Ortholasma bolivari) și Thailanda (Dendrolasma angka).

## Sistematica
- Ischyropsalidoidea[1]

- Ceratolasmatidae (4 genuri, 11 specii)
- Ischyropsalididae (1 gen, 35 specii)
- Sabaconidae (2 genuri, 45 specii)

- Troguloidea[1]

- Dicranolasmatidae (1 gen, 17 specii)
- † Eotrogulidae (1 specie fosilă: Eotrogulus fayoli Thevenin, 1901 Carbonifer)
- Nemastomatidae (16 genuri, 162 specii)
- † Nemastomoididae (1 gen, 3 specii - fosile)
- Nipponopsalididae (1 gen, 2 specii)
- Trogulidae (7 genuri, 44 specii)